# El pequeño asesino (relato de Ray Bradbury)
El pequeño asesino (título original en inglés: The Small Assassin) es un cuento del autor estadounidense Ray Bradbury. Se publicó por primera vez en la edición de noviembre de 1946 de Dime Mystery Magazine.
Fue reeditado en la antología Dark Carnival (1947) y luego en las antologías The October Country (1955), The Small Assassin (1962), The Autumn People (1965), The Vintage Bradbury (1965) y The Stories of Ray Bradbury (1980).
Sobre el origen del cuento, en el libro Zen en el arte de escribir (1995) explica Bradbury:

"Recordé una vieja pesadilla. Era sobre nacer. Me recordé en la cuna, con tres días de edad, aullando por la experiencia de haber sido empujado al mundo: la presión, el frío, el chillido vital. Recordé el seno de mi madre. Recordé al médico, a mi cuarto día de vida, inclinándose hacia mí con un escalpelo para llevar a cabo la circuncisión. Recordé, recordé. Cambié el título de EL BEBÉ por el de El pequeño asesino. Ese cuento ha sido antologado docenas de veces. Y yo había vivido la historia, al menos en parte, desde mi primera hora de vida y sólo la había recordado de veras a los veintipico."
Ray Bradbury

## Argumento
Alice Leiber acaba de dar a luz a su primer hijo, pero nada más nacer ya lo odia. Piensa que quiere matarla, ya lo ha intentado al nacer y lo seguirá intentando. El doctor Jeffers le explica a David, el feliz padre de la criatura, que habrá que tener paciencia y esperar a que ese sentimiento cambie. Pero la mujer, en casa, recela siempre del niño y no muestra hacia él ninguna muestra de afecto.
Cuando el marido tiene que marchar en viaje de negocios, durante su estancia en Chicago recibe una llamada del doctor comunicándole que Alice está enferma.

## Adaptaciones
En febrero de 1953, apareció una adaptación al cómic de El pequeño asesino a cargo de Albert Feldstein y dibujos de George Evans, en el número 7 de Shock Suspenstories de la editorial EC Comics.
El propio autor adaptó el cuento para la serie de televisión The Ray Bradbury Theater. El episodio The Small Assassin se emitió originalmente el 9 de abril de 1988. Fue dirigido por Tom Cotter e interpretado por Susan Wooldridge, Leigh Lawson y Cyril Cusack.
En 2011, Chris Charles dirigió el corto The Small Assassin que obtuvo numerosos premios.